# Kevin Overland
Kevin Clifford James Overland, obecnie noszący naawisko Crockett (ur. 8 czerwca 1974 w Toronto) – kanadyjski łyżwiarz szybki, brązowy medalista olimpijski.

## Kariera
Pochodzi z rodziny o tradycjach łyżwiarskich. W 1993 roku zdobył mistrzostwo Kanady juniorów w wieloboju oraz mistrzostwo Kanady seniorów na dystansach sprinterskich. W tym samym roku ustanowił też rekord świata juniorów na dystansie 1000 m oraz rekord Kanady na 3000 m. Był rezerwowym zawodnikiem na igrzyskach olimpijskich w Lillehammer w 1994 roku.
Największe sukcesy odniósł w 1998 roku. W styczniu zajął piąte miejsce na mistrzostwach świata w wieloboju sprinterskim w Berlinie, a w lutym zdobył brązowy medal w biegu na 500 m podczas igrzysk olimpijskich w Nagano. W zawodach tych wyprzedzili go jedynie Japończyk Hiroyasu Shimizu oraz inny reprezentant Kanady - Jeremy Wotherspoon. Na tych samych igrzyskach był również dziewiąty na 1000 m oraz dwudziesty na 1500 m. Ponadto zajął szóste miejsce na mistrzostwach świata w wieloboju sprinterskim w Warszawie w 1997 roku oraz kilkakrotnie stawał na podium zawodów Pucharu Świata.
Ustanowił w karierze dwa rekordy świata. W grudniu 1995 roku w Calgary uzyskał czas 1:12,19 min na dystansie 1000 m, a w listopadzie 1997 roku, także w Calgary, uzyskał 1:49,07 min na 1500 m. Po zakończeniu kariery sportowej zajął się pracą trenerską.
Jego siostry: Cindy i Amanda, a także szwagier Derrick Campbell również uprawiali łyżwiarstwo szybkie.